# 龙福才
龙福才（1909年—1965年），中国人民解放军将领、中国人民解放军开国少将。
曾任中国人民解放军南京军区防空军副政委。1955年，授予中国人民解放军少将。